# Modrejcei katonai temető
A modrejcei katonai temetőben az Osztrák–Magyar Monarchiának az első világháborúban elesett 1600 katonája van eltemetve, főképp magyarok, akik a tolmeini hídfőnél és más közeli csatatereken haltak hősi halált.
A temető Modrejce község szélén, egy 170 méteres tengerszint feletti magasságban elterülő völgylapályon van, több hegy lábánál, az Isonzó közelében. A bejárat fölött ez a felirat áll: "Ruhestätte der Helden von St. Luzia", azaz "A Santa Lucia-i hősök nyugvóhelye". Santa Lucia a mai Most na Soči község régi neve. A temető sírkövei egyformák, többnyire felirat nélküliek. Egy részüket felújították. A temető tábláján magyar nyelvű tájékoztatószöveg is található. 2017. július 16-án Kövér László, az Országgyűlés és Milan Brglez, a szlovén nemzetgyűlés elnöke együtt koszorúzta meg a temetőben állított emlékművet.